# 喬斯馬拉爾

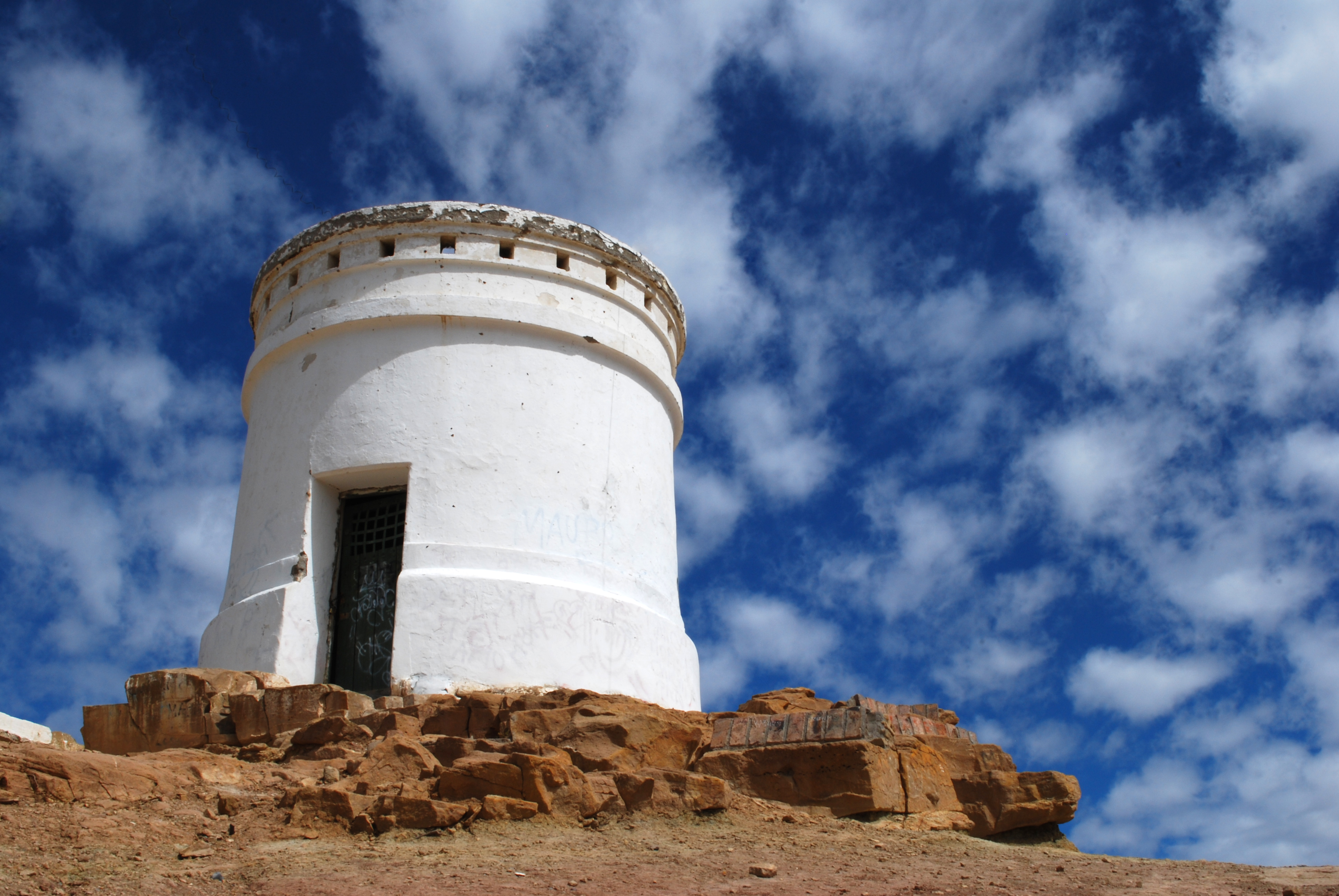
喬斯馬拉爾

喬斯馬拉爾（西班牙語：Chos Malal），是阿根廷的城鎮，位於該國西部內烏肯省，是喬斯馬拉爾縣的首府，始建於1887年8月4日，海拔高度974米，每年平均降雨量237毫米，2001年人口11,361。